# Добрич (Гомельская область)
Добрич (бел. Добрыч) (до 27 апреля 1963 года Новый Млын) — деревня в Ворновском сельсовете Кормянского района Гомельской области Беларуси.

## География

### Расположение
В 8 км на юго-восток от Кормы, в 63 км от железнодорожной станции Рогачёв (на линии Могилёв — Жлобин), 104 км от Гомеля.

### Гидрография
На реке Добрич (приток реки Сож); на востоке безымянный ручей (приток реки Добрич).

## Транспортная сеть
Транспортные связи по просёлочной, затем автомобильной дороге Корма — Чечерск. Планировка состоит из хаотично стоящих деревянных усадьб.

## История
Согласно письменным источникам известна с XIX века как деревня в Кормянской волости Рогачёвского уезда Могилёвской губернии. Согласно переписи 1897 года действовали водяная мельница, сукновальня. В 1909 году 84 десятины земли, работали мельница и сукновальня. В 1930 году организован колхоз «Красный флаг». Согласно переписи 1959 года в составе колхоза «Рассвет» (центр — деревня Высокое.

## Население

### Численность
- 2004 год — 11 хозяйств, 24 жителя.

### Динамика
- 1816 год — 4 двора.
- 1897 год — 14 дворов, 95 жителей (согласно переписи).
- 1909 год — 97 жителей.
- 1959 год — 113 жителей (согласно переписи).
- 2004 год — 11 хозяйств, 24 жителя.